# Pristiterebra tuberculosa
Pristiterebra tuberculosa é uma espécie de gastrópode do gênero Pristiterebra, pertencente a família Terebridae.

## Descrição
O comprimento da concha varia entre 30 mm a 73 mm.

## Distribuição
Esta espécie é distribuída no Oceano Pacífico, desde o México até o Equador.